# Fazekas Imre (színművész)
Fazekas Imre (Barslédec, 1919. december 26. – Ógyalla, 1998. május 31.) színművész.

## Élete
Szülőfalujában járt iskolába, majd 1934-ben a nyitrai, 1939-ben az aranyosmaróti szlovák gimnáziumban tanult. 1942-ben a pozsonyi magyar gimnáziumban érettségizett. Előbb a nagysurányi községi hivatalban volt jegyzőgyakornok, majd 1943-ban bevonult frontszolgálatra. 1946-tól az állami biztosítónál Léván, Pozsonyban, Aranyosmaróton, végül a komáromi fióknál volt tisztviselő. 1954-1984 között, nyugdíjba vonulásáig a komáromi Magyar Területi Színház (Matesz) tagja.
Pályafutása első évtizedében általában a falusi gazdák, munkások és funkcionáriusok „pozitív” figuráit alakította. Később vígjátékokban, hangjátékokban és tucatnyi szlovák filmben is szerepelt. Főbb szerepei: Von Walter (Schiller: Ármány és szerelem), Danforth (Miller: A salemi boszorkányok), Pápa (Háy Gy.: Isten, császár, paraszt), Döbrögi (Fazekas M.–Móricz Zs.: Ludas Matyi), Volpone (Jonson), Sir John Falstaff (Sh.: A windsori víg nők).
A Csemadok tagja volt.

## Elismerései
- 1969 Kiváló Munkáért kitüntetés
- 1980 Érdemes művész